# Редлих, Адольф Фёдорович
Адольф Фёдорович Редлих — русский доктор медицины немецкого происхождения.
Умер 1 мая 1874 года в Баден-Бадене, Германия.
Медицинское образование получил в Московском университете, в котором, по окончании курса наук в 1846 году, был удостоен степени лекаря с отличием. В этом же году он был назначен ассистентом при терапевтическом отделении факультетской клиники, где оставался в продолжение двух лет, после чего отправился с научной целью за границу. По возвращении оттуда он выдержал экзамены и защитил диссертацию на степень доктора медицины и в 1852 году поступил на должность оператора при больнице и странноприимном доме графа Шереметева в Москве, которую и занимал до 1867 года.
С 1856 года до конца жизни Адольф Редлих состоял консультантом и оператором в больнице для чернорабочих в Москве. Кроме того, в 1848, 1853 и 1854 годах он заведовал временными холерными больницами, причем проявил большие способности к работе и самоотвержение, и был удостоен Высочайших наград. С 1856 года он заведовал принадлежавшим ему водолечебным и гимнастическим заведением. В качестве члена-учредителя Хирургического Общества в Москве, Редлих много работал над его уставом.
Автор яда научных трудов, в числе которых:
- "De collodio cjusque in medicina et chirurgia usu; дисс. на степ. д-ра мед. 1885 г.;
- «Лечение коллодием воспаления яичка и его придатка» — «Московский Врачебный Журнал» 1854 г.;
- «Лечение врезавшегося ногтя» — там же; «Операция заячьей губы» — там же;
- «О действии холодной воды в хронических болезнях» — там же, 1855 г., отдельное издание — Москва, 1858;
- «Коллодий при mastitis и нарывах вообще» — там же; «Лечение orchitidis согревающими компрессами» — там же;
- «Действие соломенных подошв» — там же; «Об окрашивании языка в чёрный цвет» — там же;
- «Критический обзор истории употребления воды, как лечебного средства» — там же, 1850 г.; отд. издание — Москва, 1856 г.